# گرد قلعه لر
گرد قلعه لر مربوط به دوران پیش از تاریخ ایران باستان - دوران‌های تاریخی پس از اسلام است و در حومه نقده واقع شده و این اثر در تاریخ ۱ آذر ۱۳۴۴ با شمارهٔ ثبت ۴۷۸ به‌عنوان یکی از آثار ملی ایران به ثبت رسیده است.